# Blaenavon
Blaenavon (velški: Blaenafon = "izvor rijeke") je naselje na izvoru rijeke Afon Llwyd, sjeverno od Pontypoola, u županiji Gwent na jugu Walesa, povijesna pokrajina Monmouthshire. Bleanavon je upisan na UNESCO-ov popis mjesta svjetske baštine u Europi 2000. god. kao primjer izvrsno očuvanog industrijskog krajolika iz 19. stoljeća s rudnicima ugljena, kamenolomima, primitivnom željeznicom, visokim pećima, i potpunim radničkim naseljem koji su svjedoci doba kada je Južni Wales bio najveći svjetski proizvođač željeza i ugljena.
Bleanavon je zbratimljen s Coutrasom u Francuskoj. 

## Povijest
Bleanavon je iznikao oko željezare koja je otvorena 1788. godine, koja je imala prvi željeznički vijadukt na svijetu iz 1790. godine, a danas je dijelom pretvorena u muzej. Uslijedila je čeličana i niknuli su obližnji rudnici ugljena čije je radničko naselje naraslo u jednom trenutku na 20.000 stanovnika, ali nakon zatvaranja željezare 1900. godine, te ugljenokopa 1980. godine, populacija je opala i danas ju čine samo starije stanovništvo.
Nedavno se, nakon što je Industrijski krajolik Bleanavona postao UNESCO-ova svjetska baština, pokušalo potaknuti turističku ponudu Bleanavona osnivanjem dvaju muzeja industrije, ali i proglašenjem Bleanavona drugim velškim "gradom knjige", poslije grada Hay-on-Wye. Iako su gradske vlasti glavnu ulicu (Broad Street) pretvorili u niz knjižnica s ponudom izvrsnih kniga, to nije bilo osobito uspješno, što zbog nepristupačnosti grada, što zbog toga što se grad Hay već etablirao kao velški grad knjige.

## Znamenitosti
Znamenitosti Bleanovona su:
- Big Pit muzej ugljena (velški: Pwll Mawr: Amgueddfa Lofaol Genedlaethol), jedan od lokaliteta ERIH-a (Europske rute industrijske baštine) je muzej posvećen velškoj baštini ugljenokopa tijekom industrijske revolucije. Muzej se nalazi u rudniku Big Pit ("Velika jama") koji je tračnicama povezan s gradom, a zatvoren je od 1980. godine samo da bi već 1983. postao muzejom otvorenim za javnost.
- Bleanovonska željezara je mjesto gdje su Sidney Gilchrist Thomas i njegov rođak Percy Gilchrist od 1875. – 78. godine eksperimentirali s proizvodnjom čelika rabeći jeftinu sulfornu željeznu rudaču, niske kvalitete, kako bi dobili kvalitetan čelik u tehnološkom procesu koji se danas zove po njima "Gilchrist-Thomas proces" (Bessemer proces). Proces se sastoji u uklanjanju nečistoća iz željeza oksidacijom, tj. upuhavanjem zraka kroz istopljeno željezo koje ujedno podiže temperaturu željeza i čuva ga otopljenim.
- Tračnice Pontypool-Bleanavon (Rheilffordd Pont-y-pŵl a Blaenafon)su kratke povijesne tračnice od Colliery visoke peći uzbrdo i sjeverno do malenog muzeja rudarskih svjetiljki Whistle Stop i južno do grada Bleanavona. One su samo turistička atrakcija jer je Bleanavon davno izgubio svoje dvije postaje, još 1962. godine.
- Bleanavonski centar svjetske baštine, smješten u Radničkom domu
- Bleanavonski muški hor
- Povijesne šetnice Bleanavonskim planinama

- Lokomotiva Nora br. 5. u muzeju Big Pit
- Dvije peći čeličane
- Voden-toranj čeličane
- Tračnice Pontypool-Bleanavon
- Tračnica u Švedskoj koja je proizvedena u Bleanavonu

## Poveznice
- Saltaire
- Crespi d'Adda
- Mlinovi doline Derwent
- New Lanark

## Vanjske poveznice
- Gradsko vijeće Blaenavona (engl.)
- Stare fotografije Blaenavona[neaktivna poveznica] (engl.)
- Velški ugljenokopi - povijest i činjenice (engl.)
- Time Team - Izgubljeni vijadukt (engl.)
- Fotografije iz zraka Blaenavona 1999.[neaktivna poveznica] (engl.)